# Potlatch River
Der Potlatch River ist ein Fließgewässer im Bundesstaat Idaho in den Vereinigten Staaten. Der etwa 90 km lange Nebenfluss des Clearwater River gehört zum Einzugsgebiet des Columbia Rivers. Der Fluss entwässert ein arides Gebiet auf dem Columbia Plateau sowie einen Teil der westlichen Vorberge der Rocky Mountains in Idaho. Der Name ist von dem Begriff Potlatch abgeleitet, einem bestimmten Typ der Zeremonie der Indianer im Pazifischen Nordwesten. Ein Indianerstamm siedelte am Fluss bereits hunderte von Jahren vor der Ankunft der Europäer. Diese besiedelten dann das Einzugsgebiet des Flusses, gründeten Ende des 19. Jahrhunderts Farmen und begannen mit der Viehzucht. Später haben Holzfäller den größten Teil der verbliebenen Wälder kahl geschlagen. Die Ökologie im Einzugsgebiet des Flusses ist immer noch dabei, sich davon zu erholen. Angeln, Wandern und Camping sind die beliebtesten Erholungsaktivitäten am Fluss, dessen Einzugsgebiet zu 14 Prozent auf öffentlichem Land liegt.

## Hydrologie
Der Fluss entspringt in zwei Armen in den Rocky Mountains des nordwestlichen Idaho. Der West Fork entwässert einen Teil des Latah Countys und der East Fork liegt im Clearwater County. Diese beiden Arme vereinigen sich bei Helmer und kurz unterhalb erreicht der Fluss einen Canyon, in dem er bis zu seiner Mündung fließt. Im Verlauf das Canyons münden Pine Creek, Big Bear Creek, Middle Potlatch Creek und Little Potlatch Creek von rechts sowie Boulder Creek und Cedar Creeks von links ein. Der Idaho State Highway 3 folgt dem Canyon in seinem unteren Abschnitt, an der Einmündung des Middle Potlatch Creek liegt der Ort Juliaetta. Die Mündung des Flusses in den Clearwater River liegt in einer Höhe von 244 m zwischen den Städten Myrtle und Spalding. Die Abflussmenge an der Mündung, in deren Nähe sich ein Pegel befindet, beläuft sich durchschnittlich auf 10,75 m³/s. 2006 wurde hier bei einem Hochwasser eine maximale Abflussmenge von 231 m³/s aufgezeichnet. Weil der Fluss ein arides Gebiet des Columbia Plateaus entwässert, erreicht der Fluss seinen höchsten Stand im Winter und zum Anfang des Frühjahrs, im Sommer und Herbst bleibt nur ein Rinnsal. Der Fluss verläuft weitgehend über und durch Columbia-Plateaubasalt und ist damit geologisch dem Palouse River weiter westlich recht ähnlich.
Wälder bedecken rund 57 % seines Einzugsgebietes, rund 38 % dienen der Landwirtschaft und der Viehhaltung. 78 % des Gebietes ist im Privateigentum, 14 % liegen innerhalb eines Nationalforstes. Sieben Prozent des Einzugsgebietes gehören dem Bundesstaat, Bureau of Land Management und Bureau of Indian Affairs besitzen jeweils einen einprozentigen Anteil.

## Geschichte
Die Nez Perce lebten über Jahrhunderte hinweg am Ufer des Potlatch Rivers. Das Gebiet war einst ein weiter Streifen von trockenem Grasland, der von bewaldeten Bergen umgeben war. Aufgrund seiner Lage am östlichen Rand des trockenen Columbia Plateau direkt südwestlich der Vorberge der Rockies erhält das Einzugsgebiet des Potlatch Rivers viel mehr Niederschläge als die von Palouse und Tucannon River. Die Lewis-und-Clark-Expedition passierte die Mündung des Potlatch River 1805 und nochmals 1806, als man den Clearwater River hinabreiste. Sie beschrieben ihn als einen „großen Bach“ und nannten ihn Colter’s Creek, zu Ehren des Expeditionsteilnehmers John Colter. Es ist jedoch nicht bekannt, ob die Expeditionsteilnehmer die ersten Weißen waren, die den Fluss zu sehen bekamen. Der heutige Name des Flusses wurde 1897 festgelegt.
Die ursprüngliche Umgebung, in der die Indianer lebten, blieb dennoch relativ intakt, bis in den 1870er Jahren die Siedler in großer Zahl im westlichen Idaho eintrafen. Außerdem kamen zahlreiche Bergleute, da im nahegelegenen Orofino am Clearwater River Gold gefunden wurde. Viele dieser Neuankömmlinge begründeten Farmen und Ranches in den am Fluss liegenden Prärien. Die Fruchtbarkeit des Bodens nimmt im Einzugsgebiet des Flusses allgemein nach Süden hin zu. Die Unzugänglichkeit des in der Gegend knappen Wassers ist jedoch ein Hindernis. Die steilen Wände des Potlatch River Canyons macht es den Farmern schwer, Wasser zur Bewässerung zu entnehmen, sodass diese sich auf den Anbau von solchen Früchten beschränken, die ohne zusätzliche Bewässerung auskamen. Wo zu wenig Wasser vorhanden war, nutzte man das Land zum Weiden von Vieh oder zur Erzeugung von Heu.
Zunächst waren die Wälder im Einzugsgebiet des Potlatch Rivers nicht sonderlich beeinträchtigt, nachdem jedoch die Holzfällindstrie um die Jahrhundertwende zwischen dem 19. und 20. Jahrhunderts sprunghaft zunahm, wurden die meisten der Urwälder abgeholzt. Die ersten Sägewerke dienten lediglich der Versorgung der Umgebung mit Bauholz für Häuser und Scheunen, aber schon bald erweiterte die Washington, Idaho and Montana Railway ihre Strecke bis in die Region, sodass der Transport von Holz in entfernter gelegene Gebiete möglich wurde. Die Holzfällindustrie erwies sich als sehr profitabel, hatte aber eine dauerhafte negative Wirkung auf die Ökologie im Einzugsgebiet des Potlatch Rivers.
Klausen, mit Öl geschmierte Rutschen, Verladestationen für die Eisenbahn, Waldbahnen und dampfgetriebenen Seilwinden (sogenannte steam donkeys) wurden verwendet, um die Holzressourcen im Einzugsgebiet des Flusses auszunutzen. Eisenbahndämme trugen zur Begradigung der Wasserläufe bei, sodass die Bodenerosion auf der unwirtlichen Seite der Berge dramatisch zunahm; viele Wasserläufe wurden dadurch schlammiger, als sie es auf natürliche Weise waren. Nahezu alle Urwälder in dem Gebiet sind heute verschwunden, und die meisten bestehenden Wälder sind Sekundärwälder.

## Ökologie

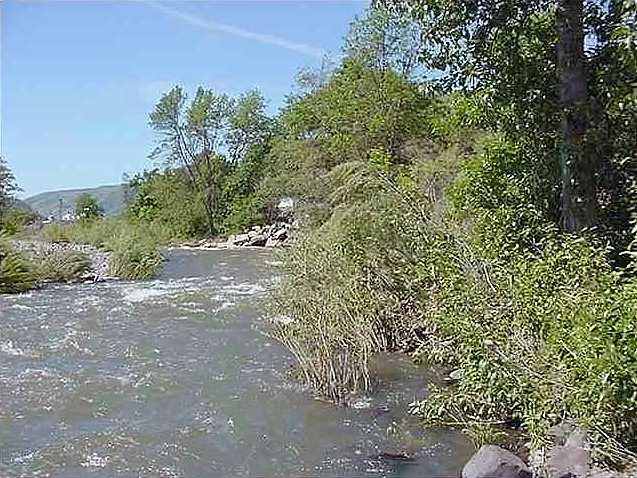
Der Potlatch River mit einem durchschnittlichen frühsommerlichen Durchfluss

Einst wurde die Landschaft am Potlatch River von Grasland dominiert, das hauptsächlich aus Idaho-Schwingel (Festuca idahoensis) und Pseudoroegnaria spicata bestand. Schwarz-Pappeln, Amerikanische Zitterpappeln, Ahorne und Erlen bildeten den Auwald am Potlatch River. In den Vorbergen gedieh vor allem eine steppenartige Wiesenlandschaft mit Oregon-Weißdorn, Schneebeeren und kleinen Koniferen, während an den Ufern kleinerer Zuflüsse vor allem Weißdorne und Pfeifensträucher wuchsen. Prärielilien und Hochstauden schossen in den dünnverteilten saisonalen Feuchtgebieten am Fluss und den größeren Bächen im Einzugsgebiet. Die Wälder bestanden hauptsächlich aus einer Mischung von Douglasien und Gelbkiefern, dazwischen waren vereinzelt Küstentannen, Riesenlebensbäume, Westliche Weymouthskiefern und Lärchen; das Unterholz wurde aus Holodiscus discolor, Physocarpus, Felsenbirnen, Wildrosen und Schneebeeren gebildet. Lauffeuer brannten in der Gegend von Zeit zu Zeit und machten so Platz für neues Wachstum. Nach dem Eingriff durch den Menschen bestand diese Vegetation fort, jedoch in geringerem Umfang und das Grasland wurde durch den Ackerbau fast vollständig verdrängt. Die Jahresmenge Niederschlag reicht von 370 bis 750 mm, die Temperatur schwankt zwischen −4 °C und 38 °C.
Nach einer 2003–2004 durchgeführten Studie gibt es im Potlatch River und seinen Zuflüssen 13 verschiedene Fischarten, darunter Rhinichthys osculus, Rhinichthys cataractae, Regenbogenforelle (teilweise wild und teilweise eingesetzt), Bachforelle, Forellenbarsch, Gemeiner Sonnenbarsch, Ptychocheilus oregonensis, Richardsonius balteatus, Groppen, Catostomus columbianus, Saugkarpfen und Amerikanischer Flussbarsch. Die Wanderung der Steelheadforellen, der anadromen Wanderform der Regenbogenforelle, wurde fast vollständig unterbunden, weil der Bau von Staudämmen an den Unterläufen von Snake und Columbia River die Fische an der Wanderung hindert. Die beiden Arten Rhinichthys bilden zusammen die größte Fischpopulation im Einzugsgebiet, die größte Biomasse erreichen mit 58,4 % die Steelheadforellen. Unter allen während der Studie untersuchten Wasserläufe des Einzugsgebietes hat der West Fork Potlatch River aufgrund seiner relativen Unberührtheit die größte Artenvielfalt. Der Unterlauf des Flusses leidet an chronischer Verschmutzungen durch landwirtschaftlich kontaminiertes Oberflächenwasser. Zwischen 2005 und 2008 wurde im Rahmen des Potlatch River Steelhead Monitoring and Evaluation Programm (PRSME) der Bestand an Steelheadforellen beobachtet. Im Hauptabschnitt des Potlatch Rivers wurden keine dieser Fische beobachtet, im östlichen Quellarm wurden 197 erwachsene Fische gezählt, und in einem der größeren Zuflüsse, dem Big Bear Creek, wurde eine Zahl von 226 Exemplaren ermittelt. Die Abwanderung nach der Laichung wurde am East Fork mit 6976 und am Big Bear Creek mit 9491 Fischen angenommen. Das Idaho Department of Fish and Game leitete 2009 eine Reihe von sieben Projekten ein, deren Ziel die Erhaltung des Habitats der Fische im Potlatch River ist.

## Freizeit
Viele der Berge und Wälder im Einzugsgebiet des Flusses sind als Nationalforste geschützt. Es sind mehrere vom United States Forest Service überwachte Campingplätze im Quellgebiet des Flusses. Angler dürfen am Potlatch River und den meisten seiner Zuflüsse nur Bachforellen, Cutthroatforellen, Regenbogenforellen und Steelheadforellen fischen. Das Department of Fish and Game setzt jährlich diese Fischarten in den Fluss ein. Am Potlach River ist das Angeln von der Mündung aufwärts bis zum Moose Creek bei Bovill und an seinem East Fork erlaubt.